# Massimo Bottura

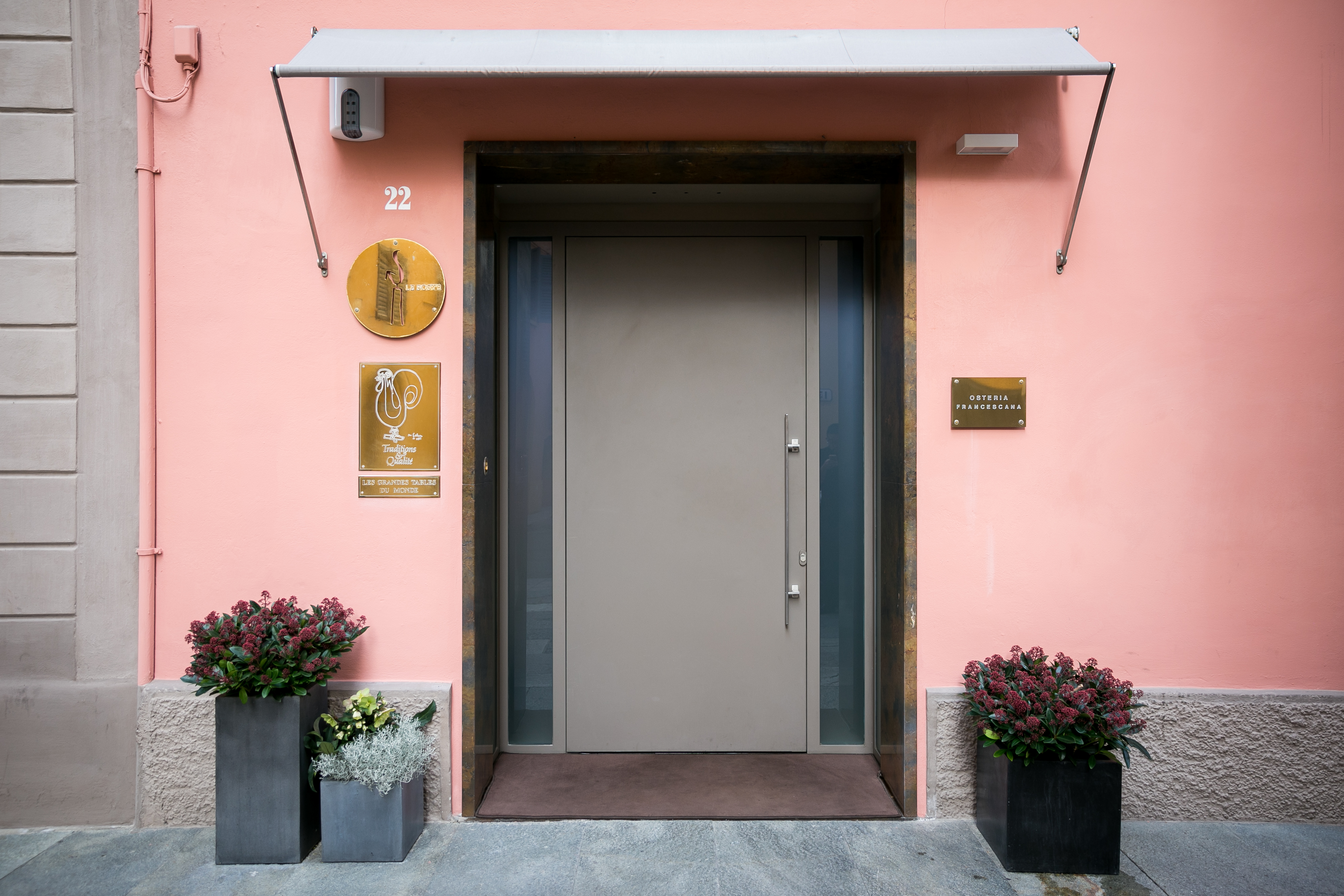
L'osteria Francescana de Massimo Bottura.

Massimo Bottura est un cuisinier italien né le 30 septembre 1962 à Modène. Il est le chef triplement étoilé au guide Michelin du restaurant L'Osteria Francescana à Modène, deux fois élu meilleur restaurant du monde par The World's 50 Best Restaurants en 2016 et 2018. 
Massimo Bottura est le fondateur de plusieurs restaurants solidaires et il est notamment président de l’association Refettorio Paris 14, un restaurant associatif lancé à Paris en mars 2018 avec le soutien, entre autres, de l'homme d'affaires Jean-François Rial et de l'artiste contemporain JR. Installé dans les cryptes de l’église de la Madeleine, ce restaurant offre des repas élaborés aux sans-abri et aux réfugiés tout en luttant contre le gaspillage alimentaire.